# Talang Jawa (Tanjung Tebat)
Talang Jawa is een bestuurslaag in het regentschap Lahat van de provincie Zuid-Sumatra, Indonesië. Talang Jawa telt 212 inwoners (volkstelling 2010).